# Linea Itō

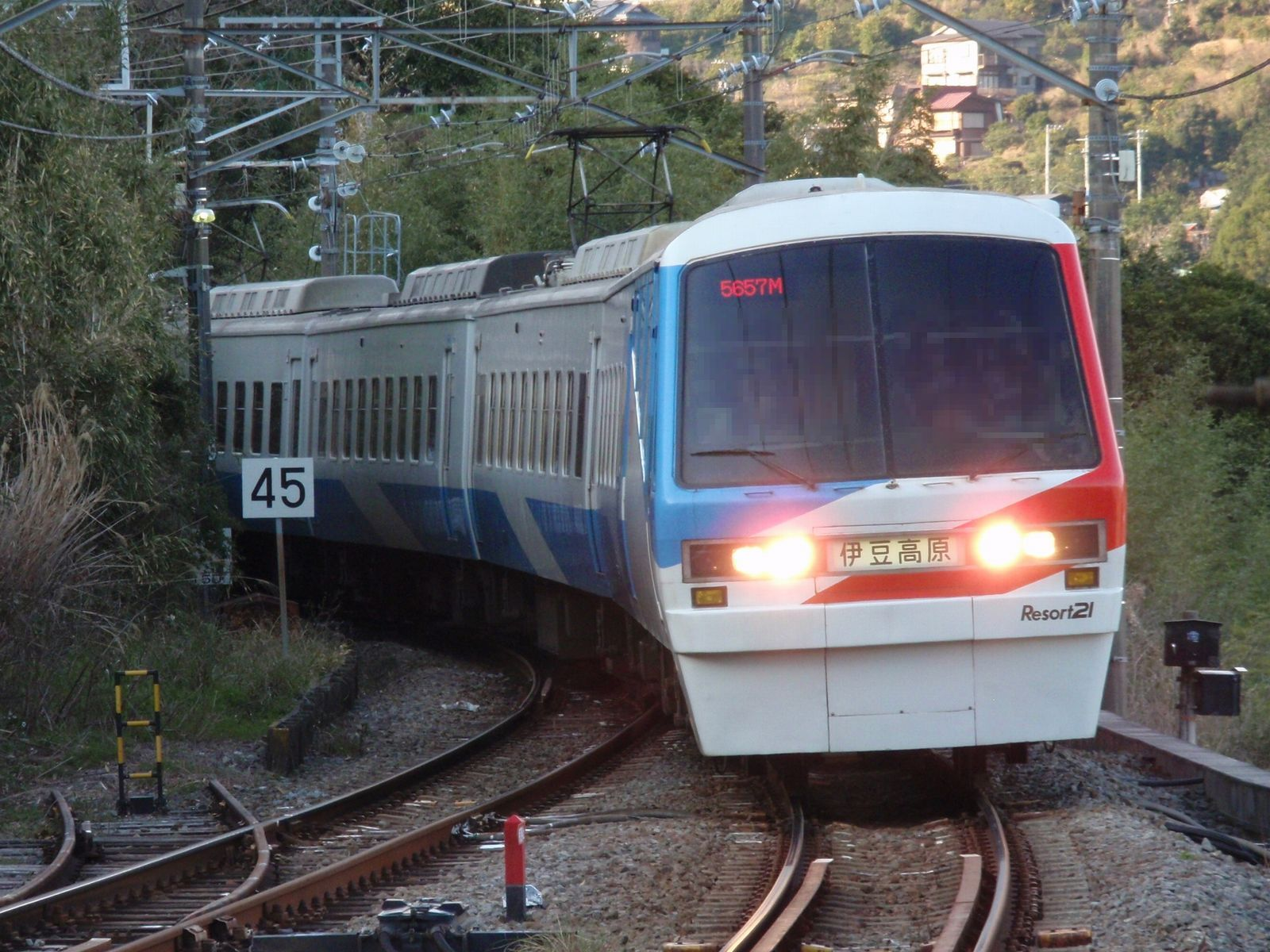
Un treno Izukyu Resort in corsa

La linea Itō (伊東線?, Itō-sen) è una breve linea ferroviaria giapponese a carattere regionale gestita dalla JR East a scartamento ridotto che collega le stazioni di Atami nella città di omonima e di Itō, anch'essa nella città omonima, entrambe nella prefettura di Shizuoka. La ferrovia, presso quest'ultimo capolinea continua sulla linea Izu Kyūkō a gestione privata, che continua verso la parte meridionale della penisola di Itō. Queste due ferrovie, insieme, sono molto importanti per il turismo, in quanto la penisola di Itō, con le sue terme, il mare e i suggestivi paesaggi, richiama tutto l'anno numerosi giapponesi e non.

## Storia
Inizialmente le Ferrovie Nazionali Giapponesi (JNR) avevano in progetto la realizzazione di una diramazione proveniente dalla linea principale Tōkaidō che unisse Atami con Shimoda, tuttavia nel periodo degli anni trenta i fondi non erano sufficienti, anche a causa della grande depressione sotto il governo di Osachi Hamaguchi. Oltre a questioni puramente economiche, vi erano anche difficoltà ingegneristiche, essendo il versante orientale della penisola estremamente montuoso, e quindi erano richieste diverse opere quali tunnel e ponti. Durante i lavori si incontrarono diverse sorgenti termali sotterranee, e questo portò a ritardare di molto i lavori, come nel caso del tunnel di Tannam che è stato completato solo diversi anni dopo e con un costo notevolmente superiore a quanto previsto.
Il 30 marzo 1935 vennero finalmente inaugurati i primi 8,7 km della linea, fra Atami e Ajiro, la seconda tratta, di 8,3 km fra Aijro e Itō venne completata nel 1938. La successiva espansione venne interrotta dallo scoppio della Seconda guerra mondiale, e i lavori ripresero solamente nel 1961 quando la società privata Tōkyū Corporation decise di acquisire i diritti per completare la ferrovia da Itō a Shimoda, e fondò la sussidiaria Izukyū per la costruzione e l'esercizio della nuova linea.

## Stazioni
| Stazione                                                  | Giapponese | Distanza da Atami | Collegamenti                                | Posizione | Posizione |
| --------------------------------------------------------- | ---------- | ----------------- | ------------------------------------------- | --------- | --------- |
| (servizio diretto per Tokyo via linea principale Tōkaidō) |            |                   |                                             |           |           |
| Atami                                                     | 熱海       | 0                 | Tōkaidō Shinkansen Linea principale Tōkaidō | Atami     | Shizuoka  |
| Kinomiya                                                  | 来宮       | 1.2               |                                             | Atami     | Shizuoka  |
| Izu-Taga                                                  | 伊豆多賀   | 6.0               |                                             | Atami     | Shizuoka  |
| Ajiro                                                     | 網代       | 8.7               |                                             | Atami     | Shizuoka  |
| Usami                                                     | 宇佐美     | 13.0              |                                             | Itō       | Shizuoka  |
| Itō                                                       | 伊東       | 16.9              | Linea Izu Kyūkō (s. diretti)                | Itō       | Shizuoka  |
| (Servizi diretti per Izukyū Shimoda via linea Izu Kyūkō)  |            |                   |                                             |           |           |

## Materiale rotabile
La linea vede transitare diversi tipi di elettrotreni

### Treni espressi limitati
- Serie 185 Odoriko a 7 casse
- Serie 251 Super View Odoriko a 7 casse
- Izukyū serie 2100 Resort Odoriko a 10 casse
- Sere E259 Marine Express Odoriko a 7 o 8 casse

### Treni locali
- Serie E231 a 10 casse
- Serie 185 a 10 casse (giorni feriali, festivi e sabato tranne la domenica) o 7 (la domenica)
- Izukyū serie 2100 a 7 casse
- Izukyū serie 8000 a 3 casse in doppia composizione per un totale di 6

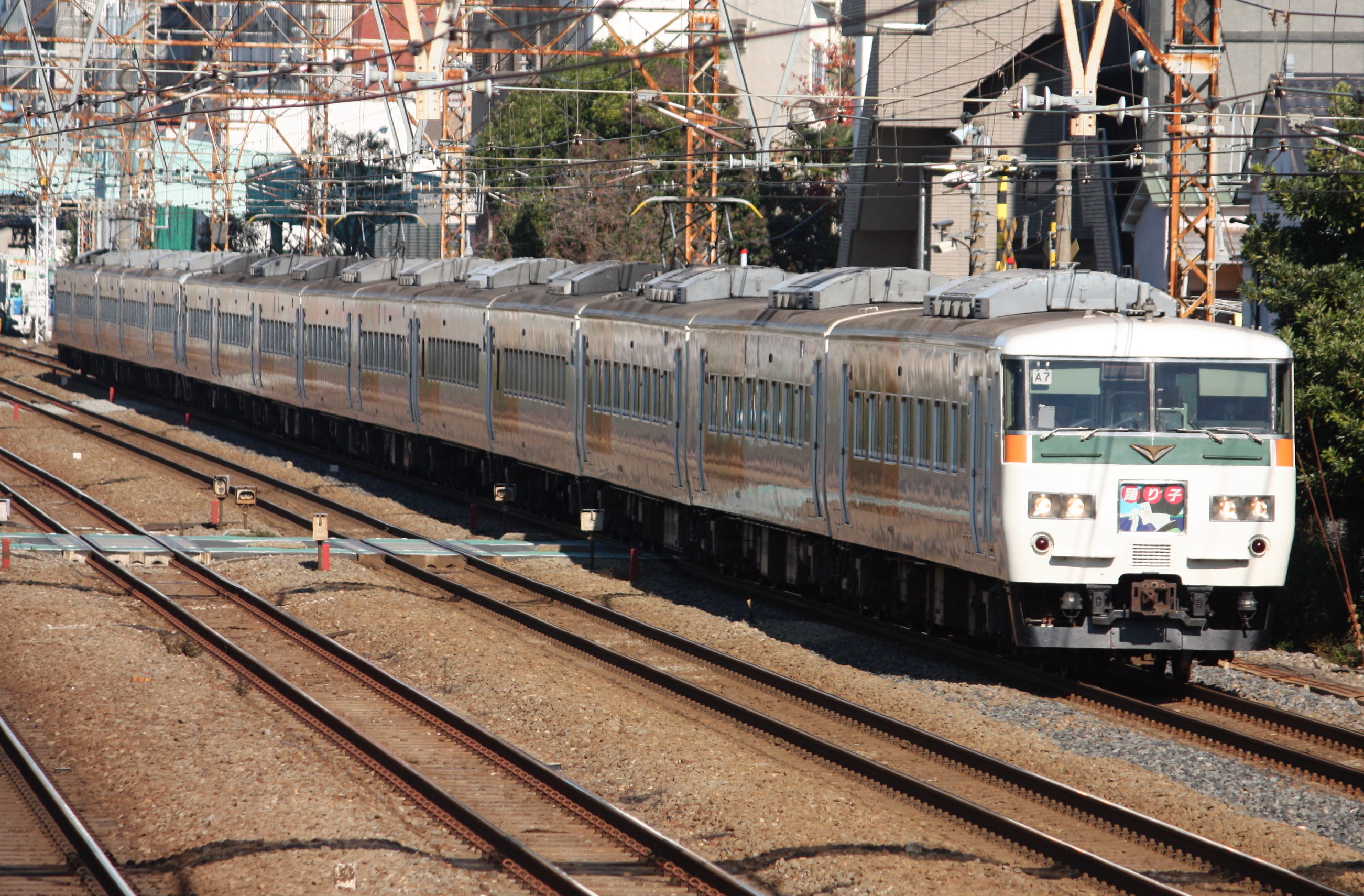
Serie 185 Odoriko
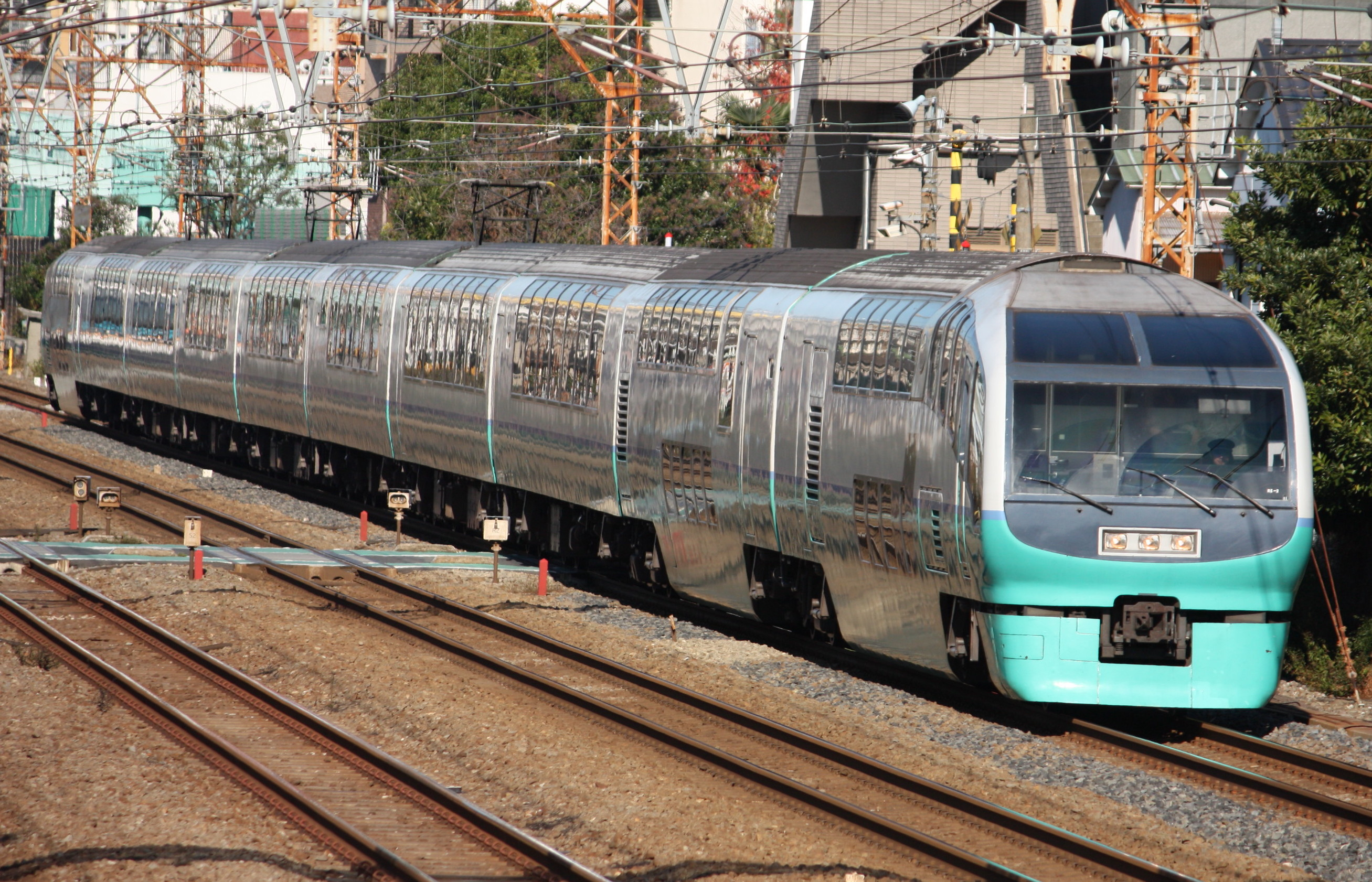
Serie 251 Super View Odoriko
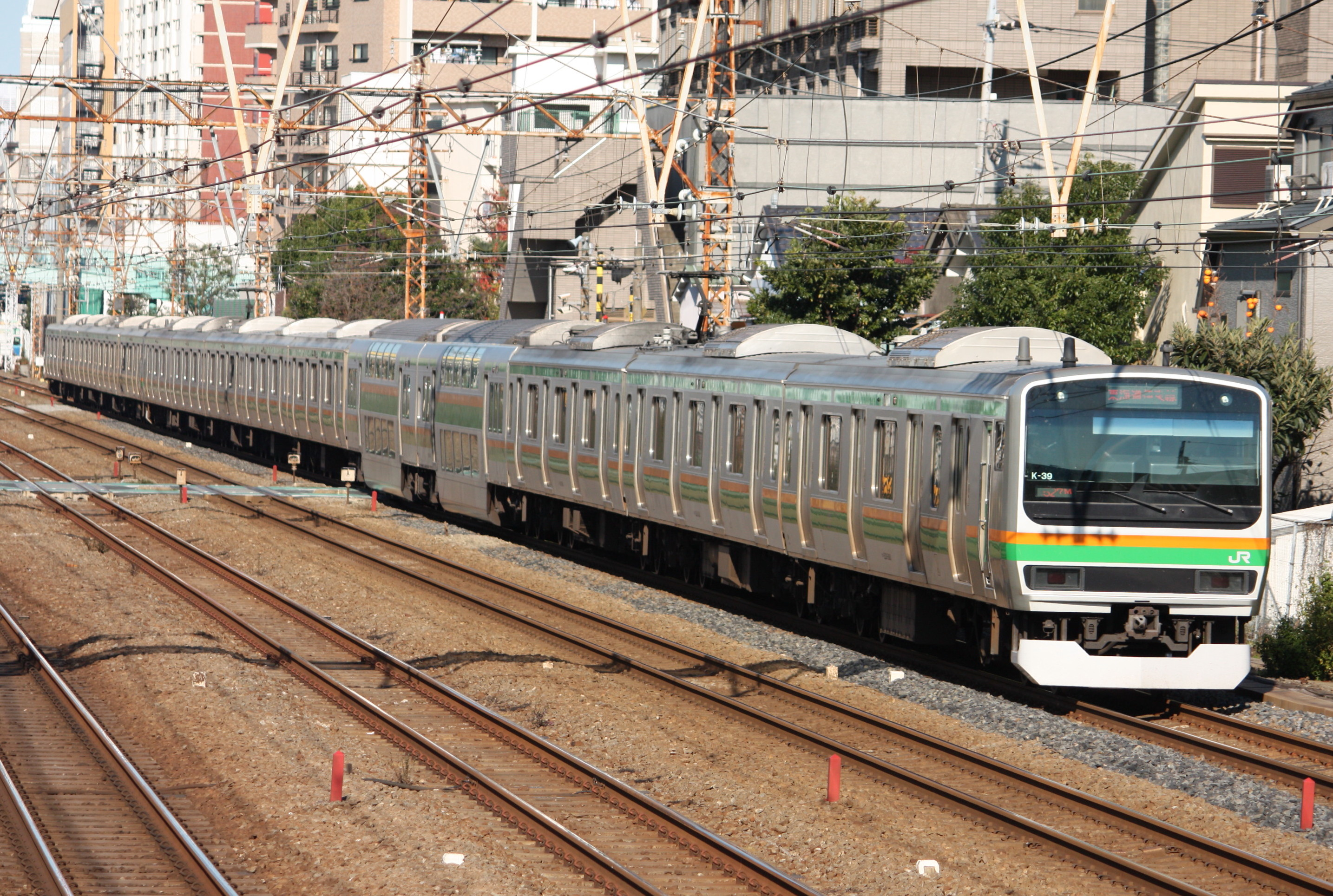
Serie E231
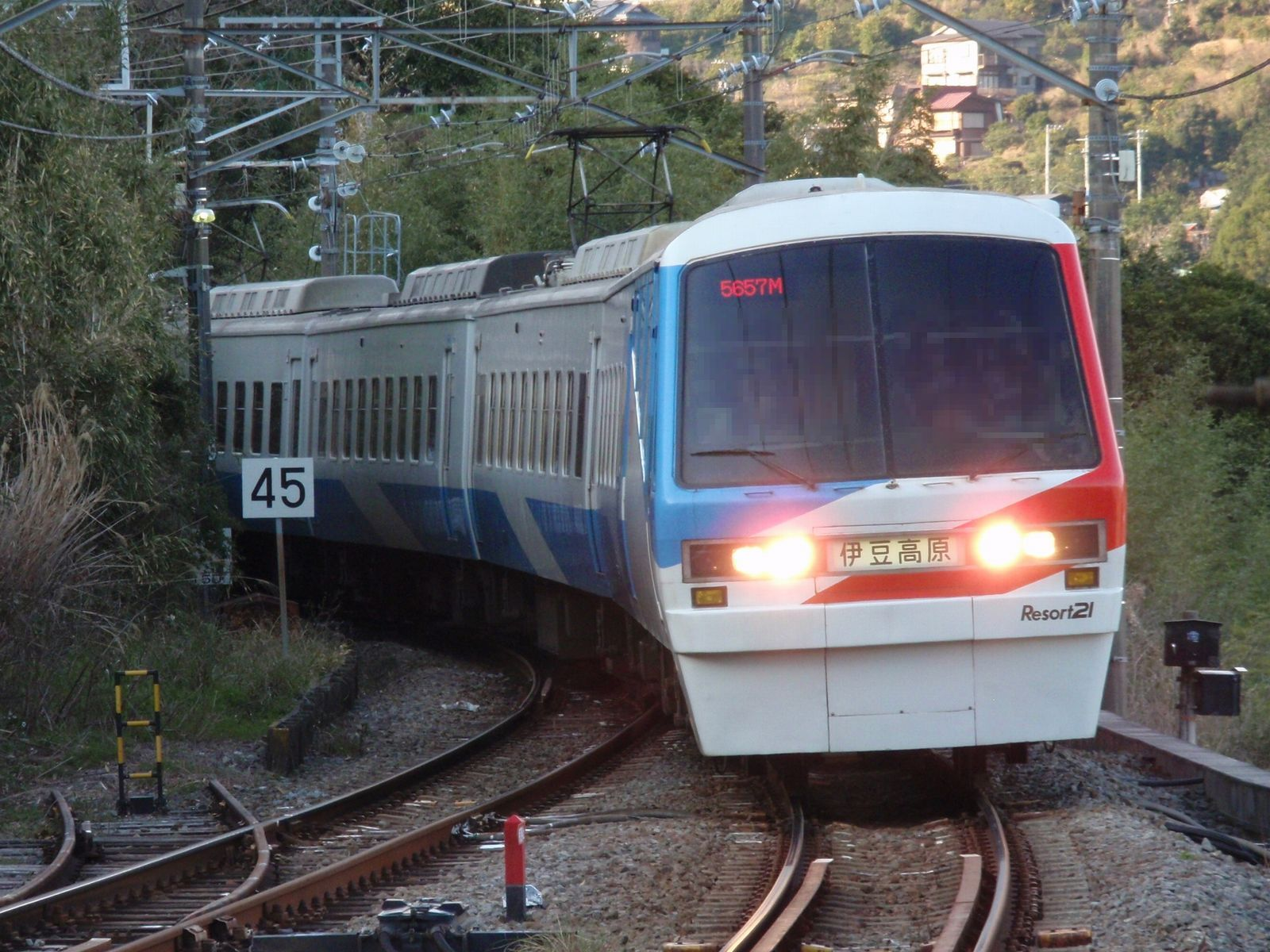
Serie Izukyū 2100